# Тата Груп
 Тази статия е за Tata Group.  За други значения на Тата или Tata вижте Тата (значения).
Тата груп (на английски: Tata Group, на хинди: टाटा समूह) е транснационален концерн, базиран в Мумбай, Индия. Тата обединява общо 114 компании в 8 различни сектора, в областта на автомобилостроенето, стоманопроизводството, електрониката, информационните технологии, енергетиката и други. Това е най-голямата частна групировка в Индия и според сп. Financial Times, една от най-уважаваните компании в света.
Tata Group има годишен доход от US$103,5 милиарда (за 2016 г.) Конгломератът има 29 публично регистрирани компании с обща пазарна капитализация от 300 млрд. щ.д. към септември 2023 г. Основната група от негови дъщерни и джойнт венчър компании включва Tata Consultancy Services, Tata Motors, Tata Projects, Tata Power, Titan, Tata Steel, Air India, Indian Hotels Company, Tata Consumer Products, Voltas, Trent, Cromā и BigBasket.
Концернът е наречен на своя основател Джамшетджи Тата (Jamsetji Nasarwanji Tata), като почти винаги членове на семейството и негови потомци са управлявали компанията. От февруари 2017 г. председател на съвета на директорите е Натараджан Чандрасекаран (Natarajan Chandrasekaran).
На 26 март 2008 г. между американския концерн Форд и компанията Tata Motors е сключен договор за продажбата на марките Ягуар и Ленд Роувър. Стойността на сделката възлиза на около 2,3 млрд. долара. Двата знаменити английски бранда стават индийски.